# 伯利恆鎮區 (密蘇里州亨利縣)
伯利恆鎮區（英語：Bethlehem Township）是位於美國密蘇里州亨利縣的一個行政鎮區。

## 地方資料
伯利恆鎮區的面積為121.10平方千米，當中陸地面積為111.78平方千米，而水域面積為9.32平方千米。根據2020年美國人口普查的數據，當地共有人口964人，而人口密度為每平方千米7.96人。